# Бяло езеро
Бялото езеро е разположено на устието (естуар) на река Днестър в Днестърския лиман. Езерото свързва река Днестър с ръкава ѝ Турунчук.
Езерото има дължина около 1,7 км и широчина – около 0,8 км. Езерото заедно с другите езера около Днестърския лиман е биотоп, в който растат редки видове растения (бяла водна лилия, воден орех, жълта водна лилия, мента) и гнездят много видове птици.